# Исагирре, Ион
Ион Исаги́рре Инсаусти (исп. Ion Izagirre Insausti; род. 4 февраля 1989 года, Ормайстеги, Страна басков, Испания) — испанский профессиональный шоссейный велогонщик баскского происхождения, выступающий с 2019 года за команду «Astana Pro Team». Бронзовый призёр чемпионата мира 2015 года в командной гонке на время. Двукратный чемпион Испании. Младший брат велогонщика Горки Исагирре.

## Карьера
Родившийся в семье профессиональных велосипедистов (отец Иона — Хосе Рамон и брат Горка тоже профессиональные велосипедисты), в августе 2009 года Исагирре подписал профессиональный контракт с дочерней командой Euskaltel-Euskadi — велосипедной командой Orbea, в составе которой он выступал полтора года, не добившись особо высоких достижений. Несмотря на это в 2011 году он подписал контракт с главной баскской командой — Euskaltel-Euskadi. В первый год особых достижений Ион не достиг, зато в 2012 году он выиграл этап Вуэльты Астурии попал в состав команды на Джиро д’Италия. На своей первой супермногодневке молодой баск себя проявил с лучшей стороны и выиграл из отрыва 16-й этап, который финишировал в Фальцесе. В общем зачете Исагирре стал 48-м, а в молодёжной классификации замкнул десятку лучших. Неплохо баск выступил и на Туре Польши, который он завершил на седьмой позиции.
Удачным для Исагирре выдалось начало сезона 2013 года. Он остановился в шаге от подиума на Тур Даун Андер, став четвёртым в общем зачете. Примечательным является то, что он смог опередить старшего брата Горку, который показал седьмой результат. На большинстве весенних гонок Ион исполнял роль командного работника, что негативно сказывалось на его собственных результатах. Тем не менее, на Чемпионате Испании, который проходил в июне, он занял четвёртое место в гонке на время, а в групповой гонке и вовсе стал вторым, завоевав серебряную медаль.
С 2014 по 2016 гг. выступал за команду Movistar Team. За эти три сезона дважды побеждал на чемпионате Испании (2014, 2016), взял бронзу чемпионата мира-2015, выигрывал Тур Польши 2015 и Гран-при Мигеля Индурайна-2016.
Затем два сезона (2017-2018) провёл в команде Bahrain–Merida, но лишь дважды брал бронзу на чемпионате Испании и дважды - третье место на родном Туре Страны Басков.
В августе 2018 вместе с братом Горкой перешёл в Astana Pro Team.
В сезоне 2019 года выиграл 10 февраля Вуэльту Валенсии в личном зачёте, обойдя на 7 секунд трёхкратного победителя этой гонки Алехандро Вальверде и коллегу по команде Пельо Бильбао.
17 марта одержал победу на заключительном 8-м этапе французской многодневки Париж — Ницца.
13 апреля Ион наконец выиграл в составе Astana Pro Team родной Тур Страны Басков, ранее трижды будучи только третьим.

## Статистика

### Чемпионаты
| Соревнование      | Соревнование   | 2012 | 2013 | 2014 | 2015 | 2016 | 2017 | 2018 | 2019 |
| ----------------- | -------------- | ---- | ---- | ---- | ---- | ---- | ---- | ---- | ---- |
| Олимпийские игры  | Индивидуальная | —    | нет  | нет  | нет  | 8    | нет  | нет  | нет  |
| Олимпийские игры  | Групповая      | —    | нет  | нет  | нет  | НФ   | нет  | нет  | нет  |
| Чемпионаты мира   | Групповая      | —    | —    | 24   | 56   | —    | —    | 11   |      |
| Чемпионаты мира   | Коммандная     | —    | —    | 6    | 3    | —    | —    | —    |      |
| Чемпионат Испании | Индивидуальная | —    | 4    | 2    | —    | 1    | 7    | 3    |      |
| Чемпионат Испании | Групповая      | 35   | 2    | 1    | —    | 50   | 3    | 14   |      |

### Гранд-туры
| Гонка           | 2011 | 2012 | 2013 | 2014 | 2015 | 2016 | 2017 | 2018 |
| --------------- | ---- | ---- | ---- | ---- | ---- | ---- | ---- | ---- |
| Джиро д'Италия  | —    | 48   | —    | —    | 27   | —    | —    | —    |
| Тур де Франс    | —    | —    | 69   | 41   | —    | 47   | НФ   | 22   |
| Вуэльта Испании | —    | —    | —    | —    | —    | —    | —    | 9    |

### Многодневки
| Многодневки         |      |      |      |      |      |      |      |      |      |
| Гонка               | 2011 | 2012 | 2013 | 2014 | 2016 | 2016 | 2017 | 2018 | 2019 |
| Париж — Ницца       | —    | —    | 55   | 19   | 26   | 5    | 7    | 4    | 21   |
| Тиррено — Адриатико | 24   | 16   | —    | —    | —    | —    | —    | —    | —    |
| Вуэльта Каталонии   | НФ   | —    | —    | —    | —    | —    | —    | —    | —    |
| Тур Страны Басков   | —    | —    | 47   | 55   | 3    | —    | 3    | 3    | 1    |
| Тур Романдии        | 103  | —    | —    | 8    | —    | 3    | 5    | 89   |      |
| Критериум Дофине    | —    | —    | —    | —    | —    | —    | —    | —    |      |
| Тур Швейцарии       | —    | —    | 34   | 43   | НФ   | 2    | 6    | 15   |      |

| —  | Не участвовал  |
| НФ | Не финишировал |